# الشبكة (مجلة)
الشبكة هي مجلة فنية لبنانية تصدر عن دار الصياد يشرف عليها ابنه بسام فريحه حاليا مع أخيه عصام وأخته الهام. صدر العدد الأول منها يوم 30 كانون الثاني عام 1956، صدر العدد الأول منها في 30 يناير، وعلى غلافها صورة لفاتن حمامة. أشهر رؤساء تحريرها الكاتب والإذاعي اللبناني الراحل الأستاذ جورج إبراهيم الخوري المتوفى عام 2006. توقفت المجلة عن الصدور في أكتوبر / تشرين الثاني 2018